# 陈四文
陳四文（1920年11月3日—2011年6月18日），中国廣東省潮陽關埠東湖村人，潮汕地區著名民間藝人。其父陳偉讓是当地乡绅，母黃兰惠。陳偉讓育有五子，長子陳昌集，二子陳昌明，三子陳昌顯，四子陳四文，五子陳昌雅，及一女陳妹然。陳四文原名陳文，谱名昌献. 因排行第四，故名陳四文。
陳四文在廣東潮汕地區以潮汕方言的評書和單口相聲表演聞名。潮汕話稱之為“學故”/“讲古”，即講故事之意。陳四文的表演素材多為民間傳說，和民間流傳的笑話。陳四文在表演中經常使用押韻的方言句子，加上生動的表演，因此其表演甚受聼衆歡迎。

## 生平

### 早年演出
陈四文出身农商家庭. 自幼好学. 尤其爱读古典文学类的书籍. 青年时曾经营过药店. 1947年7月，陈四文与人合办了东升业余剧社，成员共有30多人，陈四文当社长兼演员。演出的节目以话剧为主，兼演一些小潮剧。当时除了一些节目是移植的外，其余均是他们自编自导的。逢年过节，他们除了在本地演出外，还到灶浦进行巡回演出，受到观众的好评。东升业余剧社一直坚持到1950年才停办。1950年后，陈四文先后在家乡东湖小学和灶浦新寨头小学当教师。

### 生活变故
1952年土改期间，陈四文由于家庭出身的原因，财产被充公，自己也被遣送回乡接受劳动改造。在家乡遭到残酷的批斗，妻子孙应华因不堪迫害投水自尽，年仅30岁.陈四文数度自杀未遂。因生活所迫，陈四文不得不带着年仅10岁的大儿子陈炯辉、7岁的小儿子陈炯钊离开家乡来到汕头当苦力。后于1953年年底忍痛将两个孩子送给人家抚养。有一天，陈四文见有人在街头讲故事，那些听故事的人不时向讲故事之人抛去零钱以示赞赏。陈四文深受启发，他边听边想：自己在读书阶段不是读过《水浒》、《三国演义》吗？亲戚中不是有几人平时喜欢讲故事吗？讲故事不但可以解决自己的吃饭问题，而且能让听众带来欢乐，让生活多一份笑声。想到这里，陈四文便决定斗胆去试一试。

### 初步尝试
从 1954年起，陈四文便开始在同平路试讲起故事来，当时他讲的故事是古典小说《三门街》。与其说是在讲故事，倒不如说是在说书。因为他是拿着书本边看边讲的。《三门街》讲的是才子佳人的情爱故事。陈四文第一次在公众场合说书，想不到有不少人围上前来听讲。虽然他的心情有些紧张，但他咬咬牙硬是挺了过去。初次获得成功，令陈四文深受鼓舞。接着，陈四文又先后在五福路、谢厝祠巷、乌桥北海旁等地分别讲起《三门街》和《新少林》来。当时前来听故事的人，少的有几百人，多时有上千人。陈四文至今仍记得，当时有30多摊小买卖跟着他，他的故事讲到哪里，他们就跟他到哪里。1955年8月，当时36岁的陈四文经人介绍，与出身潮阳棉城、28岁的郑月娇结为伴侣。他们婚后育有一男一女。从此，陈四文家里又有了欢乐的笑声，讲故事就显得更有精神了。 1958年，当时整个汕头市共有30多人在讲故事，因此，市文化局便把这些“讲古人”组织起来，成立一个新声说唱组和一个民声说书组。新声说唱组由陈树棉、陈四文、徐鸣飞等人组成，组长是陈树棉。他们在福合埕开展活动，以说唱和相声为主，同时参加一些社会活动；民声说书组则由孙春汉等人组成，组长是孙春汉。他们在西堤路开展活动，以讲故事为主。这两个说唱组的演出的内容，既找现成的材料，也有改编的，还有自己创作的新作品。这两个说唱组后来因故停办了。

### 成为曲艺演员
1958 年中秋节，汕头市民间音乐曲艺团正式成立，陈四文被吸收为曲艺演员，负责评书和说相声。说到评书，陈四文还未真正尝试过，故心里没有底。因为评书演员登台时是不能拿着书本看的，必须能脱离书本进行表演。1959年8月，湖北省武汉市曲艺团应邀来到汕头工人文化宫演出，节目既有评书，又有相声、说唱等。汕头市民间音乐曲艺团便派陈四文前去观看那个评书演员表演的评书节目。那个评书演员的面部表情、手脚的动作等陈四文先生都一一牢记。他除了在台下认真观看学习之外，还当面虚心向人家请教。为使自己的评书表演像模像样，陈四文先生还特意买了个镜子，通过照镜子，看看自己的面部表情怎么样，手脚的动作又如何。经过自己的一番演练，陈四文先生已初步掌握了表演评书的一些技巧。从此之后，陈四文便开始活跃在潮汕的评书舞台上。陈四文表演评书与众不同，他在吃透原著的故事情节的基础上，灵活运用自己的艺术语言，适当押韵地讲述出来，让听（观）众倍感亲切、滑稽，且富有潮汕韵味，令人百听不厌，回味无穷，在笑声中得到教益。陈四文表演的第一个评书节目是革命故事《智闯鄱阳》（根据沈邦寿，阮竹青同名湖北评书移植），该故事主要是讲述1928年红军战士李国祥等巧使出丧计，将枪支送到根据地的事迹。这段故事情节曲折，人物生动，经陈四文一播讲，听众反映强烈，认为评书这种表演形式很好，很有艺术感染力。听（观）众的好评给陈四文吃下了定心丸，使他对今后的表演充满了信心。     
然而，正当陈四文的表演技巧日趋成熟时，1966年5月16日，“文化大革命”开始。陈四文由于家庭出身的原因，被当作牛鬼蛇神清除出曲艺团，遣送回乡务农。在生产队种了两年田后，陈四文在思考这样一个问题：人民群众是多么喜欢听故事呀！好的故事既能鼓舞斗志，又能陶冶情操，自己不能让那高尚的评书艺术荒废，应让人民群众的生活多一些笑声，多一份欢乐！基于这个想法，陈四文终于离开家乡，深入潮汕各地，以讲故事过日子，当时古代题材被视为封资修黑货而禁演. 陈四文只能讲诸如《红岩》，《平原枪声》和《林海雪原》等革命故事。到了1978年，有关部门为陈四文落实政策，安排他到汕头市歌舞团曲艺队当演员，继续为潮汕的评书艺术贡献聪明才智。

### 退休之后
直到1981年12月，62岁的陈四文才办理了退休手续。然而，陈四文却退而不休，依然活跃在评书舞台上。他先后在汕头电台录制了长篇古典小说《水浒》、《三国演义》、《西游记》等；武侠小说有《书剑恩仇录》.《金蛇碧血剑》.《江湖三女侠》等. 现代文学名著有《林海雪原》、《敌后武工队》、《平原枪声》. 《风满潇湘》等；还有一批潮汕民间故事。从1986年起，陈四文先后在长白山音像出版社、广东音像出版社、广东嘉应音像出版社等出版了《潮州笑林》、《林大钦》.《假国舅陈北科》等录音带和影碟片。他还积极参加一些相声、小品的演出及录制工作。     
陈四文不仅把笑声带到潮汕各地，他还把笑声带到海外乡亲当中。1990年初春，他应泰国陆军眷属慈善基金会、泰中文化艺术协会的邀请，到泰国曼谷进行为期三个月的文化交流活动，获得他们的题辞赞誉：“发扬文化艺术，敦睦中泰邦谊！”1994年年底，陈四文先生应新加坡潮州八邑会馆的邀请，为海外乡亲献艺，他们称赞其“曲艺超群”。这是对陈四文评书艺术的较高评价。

## 作品
評書
《智闯鄱阳城》
《三國演義》
《书剑恩仇录》
《金蛇碧血劍》
《江湖三女侠》
《水浒》
《西游记》
《平原枪声》  
單口相聲
《拍马屁》
《祇知其一不知其二》
《秀才箍桶》
《賢媳婦》
《日遭三险》
《憨仔婿》
《寄番批》
《夏雨來醫詩》
《畏嬷大王》
民间故事
《郑大进》
《林大欽傳奇》
《翁萬達傳奇》
《陳北科傳奇》
《萧端蒙》